# Władysław Jonkisz
Władysław Jonkisz (ur. 7 czerwca 1939 w Starej Wsi) – polski technik i działacz komunistyczny, poseł na Sejm PRL VII, VIII i IX kadencji, inżynier metalurg. Członek Rady Państwa (1985–1989).

## Życiorys
Syn Władysława i Anny. W 1962 ukończył studia na Politechnice Częstochowskiej, później został doktorem nauk technicznych.
Od 1960 do końca działalności należał do Polskiej Zjednoczonej Partii Robotniczej (początkowo był II, a następnie I sekretarzem Komitetu Uczelnianego na PCz, był także sekretarzem OOP na Wydziale Metalurgicznym uczelni, w latach 1981–1982 zastępcą członka Komitetu Centralnego, w latach 1982–1990 jako członkiem KC, w latach 1980–1985 I sekretarzem Komitetu Wojewódzkiego w Częstochowie). W latach 1962–1980 pracownik naukowo-dydaktyczny Politechniki Częstochowskiej i działacz młodzieżowy (m.in. sekretarz Komitetu Wojewódzkiego Związku Młodzieży Socjalistycznej w Katowicach, działał także w Związku Młodzieży Polskiej). W latach 1976–1989 poseł na Sejm PRL VII, VIII i IX kadencji, w latach 1980–1985 w Sejmie VIII kadencji przewodniczący Komisji Komunikacji i Łączności. W latach 1985–1989 członek Rady Państwa, a w latach 1989–1990 pracownik Kancelarii Prezydenta RP za czasów Wojciecha Jaruzelskiego.
W latach 1987–1989 był przewodniczącym Krajowego Społecznego Komitetu Ochotniczej Rezerwy Milicji Obywatelskiej. W latach 1986–1989 był członkiem Komisji ds. Wewnątrzpartyjnych oraz Działalności Partii w Organach Przedstawicielskich i Administracji Państwowej Komitetu Centralnego.

## Odznaczenia
- Krzyż Komandorski Orderu Odrodzenia Polski (Uchwała Rady Państwa z 7 czerwca 1989)
- Krzyż Oficerski Orderu Odrodzenia Polski (Uchwała Rady Państwa z 11 lipca 1984)
- Złoty Krzyż Zasługi
- Brązowy Krzyż Zasługi